# (100076) 1992 PT1
(100076) 1992 PT1 es un asteroide perteneciente al cinturón de asteroides, descubierto el 8 de agosto de 1992 por Eric Walter Elst desde el Sitio de Observación de Calern, Caussols, Francia.